# Vadder, Kutter, Sohn
Vadder, Kutter, Sohn ist ein deutscher Fernsehfilm von Lars Jessen aus dem Jahr 2017, der im Auftrag der ARD-Degeto von der Krebs & Krappen Film GmbH für Das Erste produziert wurde. Die Filmkomödie mit Axel Prahl und Jonas Nay in den Hauptrollen hat eine Laufzeit von 88 Minuten und wurde am 6. Oktober 2017 in der Reihe Endlich Freitag im Ersten erstmals im Fernsehen gezeigt.

## Handlung
Der Dithmarscher Krabbenfischer Knud Lühr leitet nebenbei den Shanty-Chor des Ortes, der nach eigenem Bekunden von seinem Urgroßvater gegründet wurde. Die Qualität reicht jedoch für die weitere Bezuschussung durch die Kreisverwaltung nicht aus und er schlägt daher vor, seine Lebensgefährtin Nadja als Sängerin mit aufzunehmen. Dies führt in dem (bisher reinen) Männerchor zum Streit insbesondere mit seinem langjährigen Freund Addi, mit dem er auch die Fischerei betreibt. In diese Situation kehrt nach über zehn Jahren Funkstille sein Sohn Lenny zurück. Dieser ist offensichtlich mittellos, obwohl er in Hamburg ein angesagter Friseur war. Seiner alten Freundin Merle gesteht er, dass er sich geschäftlich übernommen habe. Er wohnt bei seinem Vater und erfährt auf diese Weise, dass der sich außer mit der schlecht laufenden Fischerei auch noch mit kleinen Betrügereien über Wasser hält und gerne flunkert. Außerdem hat der Vater das Lenny gehörende Banjo beim Glücksspiel verzockt. Es kommt zum Streit, sodass Lenny sich wieder nach Hamburg zurückzieht. Knud erkennt die Situation und fährt hinterher, um ihn zurück nach Hause zu holen, außerdem erwirbt er durch gezinkte Karten das Banjo zurück. Auch der Streit mit Addi wird durch eine mühsam hervorgebrachte Entschuldigung Knuds beigelegt und der Chor trifft sich in neuer Besetzung zum Vorspiel bei der Beauftragten der Kreisverwaltung. Dort wird ein altes Lied aufgespielt, was Publikum, Jury und den Chor vereint.

## Produktion
Die Dreharbeiten zu Vadder, Kutter, Sohn fanden im Zeitraum vom 6. September bis zum 4. Oktober 2016 unter dem Arbeitstitel Leider verwandt (aka Kuddelmuddel) in Dithmarschen und Hamburg statt.

## Rezeption

### Kritik
„Wie unwichtig kann doch Handlung sein, wenn zwei liebenswerte Charaktere, der eine spröde, der andere umso geschmeidiger, die Sache in die Hand nehmen und wenn es dem Autor wie dem Regisseur gelingt, mit Alltagsbeobachtungen, der Landschaft und den Stimmungen, die sich aus all’ diesen Zutaten ergeben, eine einfache, kleine, aber wahrhaftige Geschichte zu erzählen“ meinte Rainer Tittelbach auf tittelbach.tv begeistert über Vadder, Kutter, Sohn und vergab viereinhalb von sechs Sternen. Für das Gelingen dieser „ARD-Dramödie“ waren zwar „alle [filmischen] Gewerke gefordert“ und hätten Tittelbachs Meinung nach definitiv auch geliefert, aber insbesondere punkte der Film mit einer „passgenauen Besetzung“ (Prahl und Nay) und dem was beide schauspielerisch „anbieten.“
In der Frankfurter Allgemeinen Zeitung zeigte sich Oliver Jungen wenig begeistert von Lars Jessens neuem „Küsten-Streifen“ und hält diesen für „besonders bräsig geraten“. In dieser „Verlorener-Sohn-Geschichte“ so Jungen, spiele „die Handlung, die fast schon Nicht-Handlung ist, [...] gar keine Rolle. Alles dreht sich vielmehr ums Setting, um das würzig Regionale“. „Aber gerade weil es ein reiner Stimmungsfilm ist, [so Jungen weiter] hätte mehr Zurückhaltung bei den Klischees gutgetan: [denn] Sturköppe in der Provinz, die letztlich doch die glücklicheren Menschen sind, das hatten wir schon allzu oft.“
„Geht doch – Heimat-komödie ohne Kitsch“, meinten die Kritiker der Fernsehzeitschrift TV Spielfilm über den Film und bewerteten diesen mit dem Daumen nach oben.

### Einschaltquoten
Die Erstausstrahlung von Vadder, Kutter, Sohn am 6. Oktober 2017 wurde in Deutschland von 4,62 Millionen Zuschauern gesehen und erreichte einen Marktanteil von 15,5 % für Das Erste.

## Verweise
- Vadder, Kutter, Sohn in der ebb-Mediathek, abrufbar bis 28. September 2025
- Vadder, Kutter, Sohn (Memento vom 20. Oktober 2020 im Internet Archive) bei Das Erste
- Vadder, Kutter, Sohn  bei crew united
- Vadder, Kutter, Sohn bei Fernsehserien.de
- Vadder, Kutter, Sohn bei Degeto Film
- Vadder, Kutter, Sohn bei IMDb